# Айнхард
Айнхард (ок. 768 -18 март 840) е франкски историк.

## Биография
Произхожда от Австразия, източните области на Франкската държава. Той е добре образован за времето си. Получава образованието си във Фулденския манастир.
Благодарение на способностите си е привлечен в двора на Карл Велики, като става близък негов приятел и член на придворния кръжок за книжовна дейност, т.нар. Академия. По-късно става секретар на сина му, император Людовик Благочестиви и възпитател на негови син. В съчинението-биография на Карл Велики „Vita Karoli Magni“ дава интересни подробности за живота му. Това е важен исторически източник за франкската империя по време на нейното могъщество.
През 1999 г. в памет на Айнхард е учредена специална награда на негово име, която се връчва на 2 години за най-добро биографично произведение.

## Произведения
- „Vita et gesta Caroli Magni“ – „Животът на Карл Велики“
- „Le lettere d'Eginardo“
- „De Translatione et miraculis sanctorum Marcellini et Petri“
- „Libellus de adoranda Cruce“
- „Annales qui dicuntur Einhardi“